# 877

## Evenimente
- august 877-20/21 mai 878: Al doilea asediu arab al Siracuzei. Comandantul musulman Jafar ibn Muhammad al-Tamini a trecut la conducerea unei puternice forțe împotriva Siracuzei, vechea capitală romană și bizantină a Siciliei, pe care reușește să o cucerească.

## Decese
- 6 octombrie: Carol cel Pleșuv, 54 ani, fiul lui Ludovic cel Pios, a purtat din 829 titlul de dux Alemanniae, în 843 a moștenit partea vestică (aprox. teritoriul de Franței de astăzi) a Imperiului Carolingian, iar pe 25 decembrie 875 a fost încoronat la Roma ca împărat al Occidentului (n. 823)

- Ioan Scotus Eriugena, 66 ani, primul mare gânditor scolastic irlandez (n. 810)